# 쿨뷰티
쿨뷰티(일본어: クールビューティー 영어: Cool Beauty)는 인터넷 유행어중의 하나로 일본에서 주로 쓰이는 신조어이다.
당당하고 시크한 분위기를 가진 냉정침착한 미인이라는 뜻의 칭찬의 말로 한국에서 쓰이는 신조어 '차도녀(차가운 도시 여자)'와 비슷한 의미로 통한다.
여성 피겨스케이터로, 토리노 동계올림픽의 금메달리스트인 아라카와 시즈카는 선수시절, 특유의 무표정한 표정으로부터 일찍이 이 별명을 해외언론으로부터 받았었다.